# Комунікаційна стратегія
Комунікаційна стратегія — одна з методик роботи рекламних агентств для вирішення бізнес-завдань замовника.

## Історія
У 1965 році Стенлі Політ [Архівовано 16 Травня 2019 у Wayback Machine.] прийшов до розуміння того, що використання маркетингової аналітики, підготовленої сторонніми фахівцями неефективно бо вони не можуть враховувати специфіку процесів виробництв творчих рішень і закупа рекламного інвентарю — пропоновані ними висновки, були просто незастосовні в діяльності рекламного агентства. Для того, що б аналітика могла приводити до рекламних рішень, а не просто бути мертвим вантажем даних, фахівець з аналізу результатів досліджень, повинен знаходитись в штаті агентства. Відкривши в 1968 році, власне агентство BMP (нині Adam & Eve DDB) Політ [Архівовано 16 Травня 2019 у Wayback Machine.] реалізував свою ідею нової рекламної спеціальності. Досвід Політа описаний в книзі Pollitt on Planning. У тому ж 1968 році, подібна посаду з'являється і в агентстві JWT (саме це агентство стало прообразом еталонної структури «Стерлінґ Купер» з серіалу «Божевільні»). Досвід, Стівена Кінга (творця стратегічного планування у JWT), описаний в книзі: A Master Class in Brand Planning.
В Австралії ідея професії комунікаційного стратега народилася на стороні клієнта. Девід Брент, старший науковий співробітник концерну Unilever, перейшовши працювати в агентство побачив ту ж саму проблему, що й Політ [Архівовано 16 Травня 2019 у Wayback Machine.] — дослідження споживачів, ефективно використовуються при розробках продуктів, просто не можуть бути застосовані в розробці рекламних кампаній в тому ж форматі — для планування комунікацій, необхідно як мінімум перероблення матеріалів і доведення висновків до застосовних в рекламних процесах рішень. З 1966 року, комунікаційне планування з'явилося і в Австралії. Історія появи докладніше описана в книзі: How to Plan Advertising. [Архівовано 16 Травня 2019 у Wayback Machine.]

## Загальні відомості
Традиційно діяльність рекламних агентств ділиться на три напрямки: 
- клієнтський сервіс (управління реалізованими проектами відповідно до завдань і очікуваннями клієнта, а також юридичними зобов'язаннями перед ним),
- закуп рекламного інвентарю (придбання часу, місця, контактів, дій у тих чи інших власників комунікаційних майданчиків),
- розробка змістовної частини (спектр творчої та проектної діяльності, пов'язаний зі створенням текстових, графічних, звукових, відео, матеріальних, інтерактивних рекламно-інформаційного матеріалів, а також проведенням подій).

При цьому в діяльності традиційних агентств не враховувалися інтереси, думки та поведінку кінцевого споживача рекламної продукції — розміщення та контент відповідали лише вимогам замовника, тобто агентство виконувало роль виконавця плану маркетингових комунікацій. Але бо для більшості клієнтів розробка плану зовнішніх маркетингових комунікацій не є основною діяльністю, і до того ж вимагає витрат на розробку методик,:проведення досліджень і фахівців — у 80-і роки 20-го століття, багато агентств США вирішили пропонувати та дану послугу, зібравши необхідну інфраструктуру у своїх компаніях. У 90-і роки, комунікаційне планування стало однією з основних напрямків діяльності рекламних агентств.:
Завдання комунікаційного планування — підготовка, як генерального плану маркетингових комунікацій, так і окремих проектів відповідно до завдань клієнта і повсякденною реальністю кінцевого споживача. Фахівців з комунікаційного планування часто називають «лівою стороною творчого мозку».
Функцією комунікаційного планера є підготовка для творчого колективу, концептуальних основ отриманих на основі аналізу повсякденності споживачів, а не властивих індустрії тенденцій (як наприклад це нерідко відбувається в дизайні, де візуальне втілення найчастіше залежить від найбільш популярного в даний період тренду — логотип компанії відразу говорить фахівцеві про рік його розробки). 
Концептуальними засадами може є споживча правда про цілі, мотиви та бар'єри використання об'єкта реклами й розуміння нереалізованих замовників комунікаційних потреб аудиторії, реалізація яких в рекламі може посилити продукт, надавши йому додаткові властивості та атрибути сприйняття. Саме на концептуальній платформі, підготовленої комунікаційним планером, народжуються ідеї дозволяють домогтися видатних результатів. Комунікаційні планери (іноді ще їх називають комунікаційні стратегії, стратегічні планери, креативні стратеги), використовують у своїй діяльності кількісні і якісні дослідження, а також прийняті маркетингової індустрії методи моделювання поведінки та уявлень споживачів. 
Результати досліджень стратегів резюмуються і передаються творчому підрозділу та відділу закупівлі медіаінвентарю у вигляді креативного брифу (комунікаційного брифу), а клієнту у вигляді презентації концептуальної платформи (або як складова частина презентації концепції рекламної кампанії). Комунікаційні планери не тільки займаються аналізом наявних маркетингових даних (чинні дослідження клієнта, відкриті дослідження індустрії, публічні звіти акціонерних товариств і громадських організацій, дані надані компаніями, що спеціалізуються на маркетингових дослідженнях), проведенням досліджень (опитування, інтерв'ю, спостереження, фокус групи, стратегічні семінари, моніторинг публікацій в соціальних мережах та ЗМІ, аналіз даних інтернет-статистики), але і разом з клієнтськими менеджерами несуть відповідальність за весь процес реалізації проекту — від моменту перепродажу послуг агентства, до оцінки та захисту результатів кампанії. Таким чином комунікаційний стратег є частиною клієнтського сервісу, представляючи в ньому інтереси кінцевого споживача реклами..

## Комунікаційний та стратегічний планер
«Комунікаційний стратег [Архівовано 16 Травня 2019 у Wayback Machine.] — це член команди агентства, який вміє переробляти інтуїтивний досвід і результати досліджень споживача в рекламні завдання і рішення». — Стенлі Політ [Архівовано 16 Травня 2019 у Wayback Machine.].
"Стратегічні планери переводять маркетингову стратегію в план рекламної комунікації. Вони представляють споживачів, не соромлячись відстоювати їх точку зору і надихати команду агентства правдою їх повсякденному житті ". — Фортіні Кемпбелл.
Планувальники дізнаються, що рухає споживачами, надихаючи творчу команду на вирішення життєвих ситуацій конкретних людей, а не формування безпідставних закликів до дії та сліпого роздратування аудиторії недоречними образами. Реклама може бути створена і без комунікаційної стратегії, але тоді реклама не матиме опори на повсякденність людини, що дозволяє будь-яких ідей органічно вбудовуватися в єдиний сюжет життя споживача.
Планувальники забезпечують коридор рішень, враховуючи не тільки реальність споживачів, але і потреби замовника реклами. Саме визначення концептуальної платформи, дозволяє гарантувати, що повідомлення будуть спрямовані саме на розв'язання проблем, а не тільки творчих амбіцій рекламників.

За Фортіні-Кемпбелл, існує п'ять основних напрямків роботи бренд-стратега: 
2. Підготовка творчого брифу, для утримання рішення 3. Коригування творчих рішень, за коштом критики з боку споживача 
4. Захист проекту перед клієнтом агентства 5. Оцінка результатів кампанії 
 Кандидат на посаду стратега повинен розбиратися в маркетингових дослідженнях і рекламні можливості, але при цьому вміти ефективно взаємодіяти з командою агентства і представниками клієнта. Він повинен відчувати пристрасть, і до аналітики, і до творчості, і до бізнес-результатів.
Стратег — посередник між бізнесом і творчістю. У зв'язку з клієнтським сервісом він з'ясовує завдання бізнесу, а у зв'язку з творчими фахівцями він відкриває шлях їх вирішення, через створення смислів, необхідних споживачеві.

## Процес планування
Безпосередня структура роботи варіюється від агентства до агентства і від одного стратега до іншого. Типовий процес починається з вивчення вставних даних та чинних досліджень. Потім комунікаційний планер проводить додаткові дослідження дозволяють відкрити нові аспекти споживання. Після готується концептуальна платформа (творчий бриф, технічне завдання) для творчого відділу. Активно беручи участь в розробці ідеї, стратег проводить його захист, а після невпинно стежить за результатами її втілення і пропонує коригування початкового плану.
Необхідність впровадження в процес розробки реклами «адвоката споживача» приймається як агентствами так і замовниками.
Стенлі Політ, виділяє наступні три елементи процесу планування комунікації:
1) Зосередженість на кінцевому ефекті реклами — зміни споживчої поведінки. Без цього елемента рекламні проекти йдуть або в максимізацію прибутку для агентства, або в реалізацію творчих амбіцій.
2) Відсутність у стратегічного планера прямого впливу на творчий процес. Стратег вільний у своїх пошуках, але творчий відділ він може лише переконати або надихнути, але не вказувати. Творчому директору стратег такий же внутрішній замовник, як і фахівець клієнтського сервісу.
3) Зміна загальної структури роботи агентства. Привнесення кінцевого споживача в процес розробки рекламних рішень, вимагає не тільки впровадження нової посади в клієнтський сервіс, але більш серйозної зміни роботи агентства — від продажу, до реалізації проекту.

## Ключові переваги
Комунікаційна стратегія дозволяє враховувати більш широкий контекст застосування реклами, дозволяючи інакше планувати її розробку та оцінку.
Реклама вже давно стала неодмінною частиною сучасної культури та економіки, а поява планування дозволило домогтися наступних змін в рекламному ринку:
- Комунікаційна стратегія дозволяє враховувати у виробництві реклами інтереси всіх трьох сторін — клієнта агентства, споживача реклами, медіа-середовища.
- Комунікаційна стратегія привела до нових відкриттів в розумінні процесу прийняття рішення про покупку і функціонуванні реклам
- Комунікаційна стратегія, допомогла розвитку самого ринку реклами — рекламу легше продати, якщо розумієш як вона працює
- Стимулювало зростання якості творчих рішень